# Філадельфія (провінція Вібо-Валентія)
Філадельфія (італ. Filadelfia, сиц. Filaderfia) — муніципалітет в Італії, у регіоні Калабрія, провінція Вібо-Валентія.
Філадельфія розташована на відстані близько 480 км на південний схід від Риму, 31 км на південний захід від Катандзаро, 22 км на північний схід від Вібо-Валентії.
Населення — 5435 осіб (2014).
Щорічний фестиваль відбувається 4 грудня. Покровитель — Свята Варвара (Santa Barbara).

## Демографія
Населення за роками:

Станом на 1 січня 2023 року в муніципалітеті офіційно проживали 162 іноземці з 20 країн, серед них 62 громадяни країн Євросоюзу та 39 громадян України.

## Сусідні муніципалітети
- Куринга
- Франкавілла-Анджитола
- Якурсо
- Полія